# سان ماندي
سان ماندي (بالفرنسية: Saint-Mandé)‏ هي بلدية راقية تابعة لقسم فال دو مارن في إيل دو فرانس، وتقع في الضواحي الشرقية لباريس على بُعد 5.3 كم من وسط العاصمة. تعتبر واحدة من أصغر بلديات إيل دو فرانس من حيث المساحة، لكنها تعد من أكثر البلديات كثافة سكانية في أوروبا.